# Фюстиньяк
Фюстинья́к (фр. Fustignac, окс. Hustinhac) — коммуна во Франции, находится в регионе Юг — Пиренеи. Департамент — Верхняя Гаронна. Входит в состав кантона Ле-Фусре. Округ коммуны — Мюре.
Код INSEE коммуны — 31204.

## География
Коммуна расположена приблизительно в 630 км к югу от Парижа, в 55 км к юго-западу от Тулузы.
По территории коммуны протекают небольшие реки Тумею (фр. Touméu) и Тайфер (фр. Taillefer).

## Климат
Климат умеренно-океанический. Зима мягкая и снежная, весна характеризуется сильными дождями и грозами, лето сухое и жаркое, осень солнечная. Преобладают сильные юго-восточные и северо-западные ветры.

## Население
Население коммуны на 2010 год составляло 76 человек.
| 1962 | 1968 | 1975 | 1982 | 1990 | 1999 | 2010 |
| ---- | ---- | ---- | ---- | ---- | ---- | ---- |
| 72   | 72   | 86   | 61   | 57   | 54   | 76   |

## Администрация
| Период | Период | Фамилия      | Партия | Примечания |
| ------ | ------ | ------------ | ------ | ---------- |
| 1959   | 2014   | Роже Дадер   |        |            |
| 2014   | 2020   | Жоэль Домжан |        |            |

## Экономика
В 2010 году среди 46 человек трудоспособного возраста (15—64 лет) 38 были экономически активными, 8 — неактивными (показатель активности — 82,6 %, в 1999 году было 80,0 %). Из 38 активных жителей работали 36 человек (19 мужчин и 17 женщин), безработных было 2 (1 мужчина и 1 женщина). Среди 8 неактивных 3 человека были учениками или студентами, 4 — пенсионерами, 1 был неактивным по другим причинам.